# Jean-Marie de Villeneuve Cillart
Jean-Marie de Villeneuve Cillart est un officier de la marine française. Il a servi dans la guerre d'indépendance américaine. Il meurt à la bataille de Quiberon avec ses deux neveux en juillet 1795.

## Biographie
Cillart naît dans une famille aristocratique. Son père est capitaine dans une unité de dragons, et deux de ses frères, Étienne-François de Cillart de Villeneuve et Armand-François Cillart de Suville, servent également dans la marine.
Cillart rejoint la marine comme garde-marine le 19 mars 1756. Il est promu lieutenant le 1er octobre 1773 et capitaine le 4 avril 1780, à compter du 9 mai 1781.

### Guerre d'indépendance des États-Unis

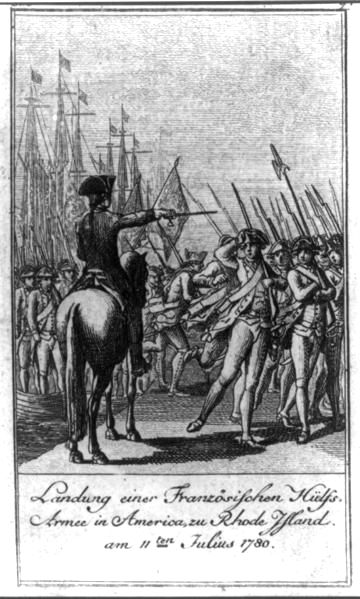
Débarquement d'une armée auxiliaire française à Newport (Rhode Island), le 11 juillet 1780, sous le commandement du comte de Rochambeau. Cillart débarque un mois plus tôt et à Boston.

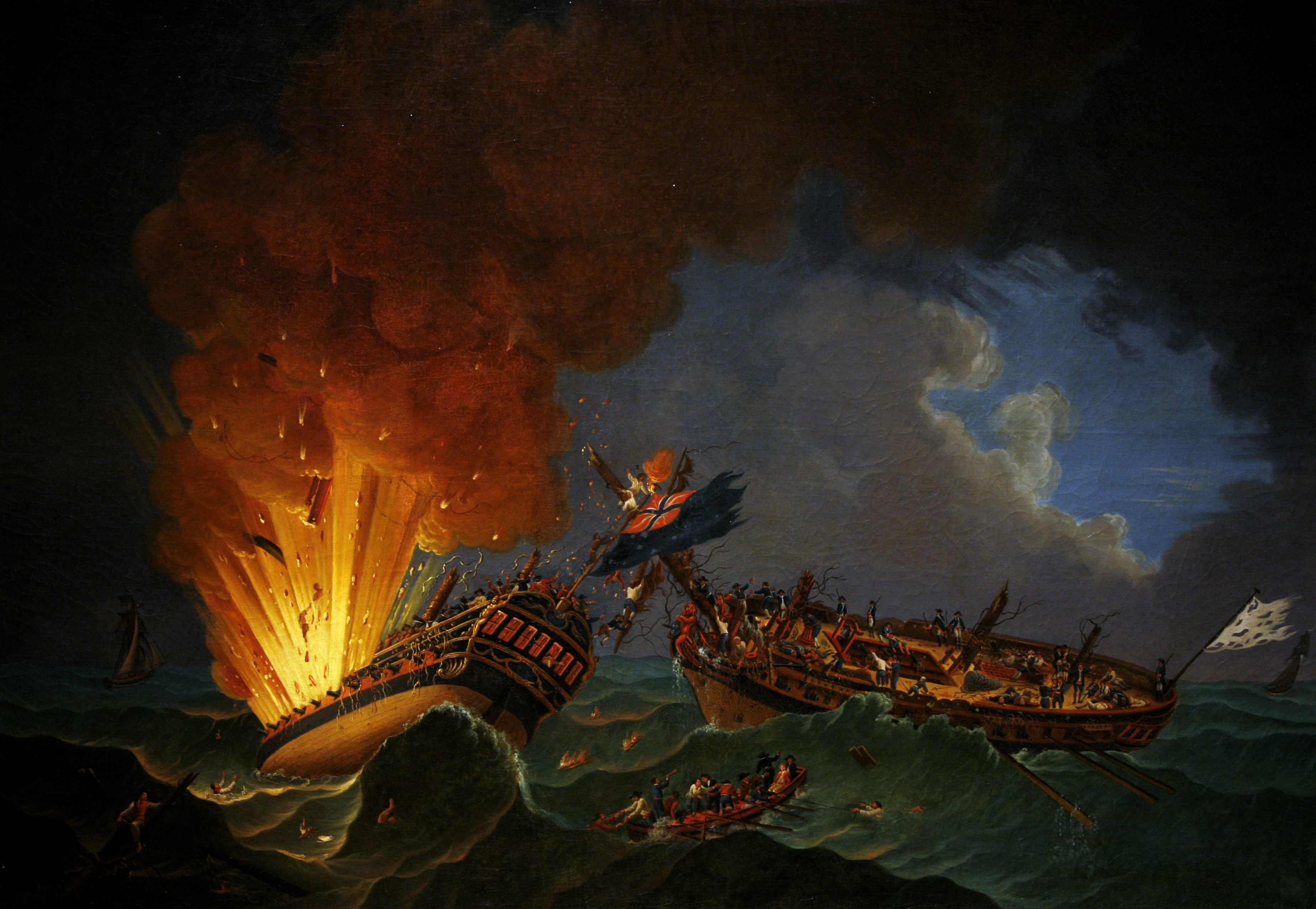
Combat entre la frégate française La Surveillante et la frégate britannique HMS Quebec, 6 octobre 1779 par Auguste-Louis de Rossel. Cillart fait le voyage sur Surveillante jusqu'à Boston sur le 11 juin 1780

Cillart commande la frégate de 32 canons Surveillante, qui fait partie de l'Expédition particulière sous l'amiral Ternay, composée de 7 navires de ligne, 3 frégates, et 36 navires de transports. La Surveillante, en tant qu'avant-garde de l'escadron, arrive à Boston le 11 juin 1780.
Dès lors, la Surveillante est rattachée à l'escadre de Ternay au sein d'une division de frégates Cillart, avec son drapeau sur Surveillante. L'escadre comprend également l’Amazone et l'Hermione, qui est déjà à Boston depuis le 27 avril.
Il participe à la bataille du cap Henry le 16 mars 1781.
Le 5 juin 1781, alors que la Surveillante arrivait d'Amérique à Saint-Domingue, elle rencontre la frégate de 48 canons HMS Ulysse. Une poursuite s'ensuit et à 21h30, l’Ulysse rattrape la Surveillante. Après 2 heures et demie de combat, les frégates rompent l'engagement,.
Le 24 octobre 1781, après le siège de Yorktown, la Surveillante fait venir Armand-Louis de Gontaut Biron, duc de Lauzun, en France pour apporter la nouvelle de la victoire. Elle arrive à Brest le 15 novembre.
Cillart est tué à la bataille de Quiberon en juillet 1795. Deux de ses neveux, Étienne Cillart de Villeneuve et Armand Cillart de Villeneuve, sont aussi tués.